# Manolo Kabezabolo
Manuel Méndez Lozano (Saragossa, 1966), més conegut pel nom artístic de Manolo Kabezabolo, és un cantant punk amb més de tres dècades de carrera musical.

## Biografia
Va fer el seu primer concert al seu poble natal en un bar propietat d'uns amics. Tot i que els primers anys com a artista ni tan sols posseïa la seua pròpia guitarra, després de fer una sèrie de concerts a diferents bars de Saragossa i guanyar un pocs diners se'n va comprar una. De pare militar, les seues lletres es caracteritzen per estar repletes d'ironia, mala llet i crítica social.
Fins després de publicar el primer àlbum tocava només acompanyat de la seua guitarra, tot i no destacar per la seva habilitat com a instrumentista. Per això moltes de les seves cançons no tenen un ritme definit i, a vegades, el tempo és més ràpid i d'altres menys. És una característica seva que entre cançó i cançó ben just mogui del micro, i durant l'actuació només es limita a cantar i tocar. Segons afirma: «la majoria de les lletres han sorgit d'una borratxera descomunal». Les apuntava, encara que no totes perquè algunes les aprenia de memòria.
Durant la dècada del 1990 va traure a la venda diversos CD i va fer concerts per tot l'Estat espanyol. En concret, destaca l'actuació al juliol de 1996 en el Doctor Music Festival. Aquell mateix any va decidir deixar de tocar en solitari i va fundar la banda Manolo Kabezabolo y Los Ke Se Van Del Bolo.
Fins a l'any 2000 Manolo Kabezabolo va ser usuari d'un hospital psiquiàtric com a conseqüència d'un brot esquizofrènic que va patir a mitjan desembre de 1993. En aquell temps se li permetia eixir els caps de setmana, en els quals aprofitava per tocar i desfogar-se.
En 2005 va fer una gira per la República Dominicana. Va ser la primera presentació d'una banda espanyola de punk a Santo Domingo, conjuntament amb integrants de La Reforma i La Armada Roja, amb els quals va compartir escenari.

## Discografia

### En solitari
- Pa' los kolegas - 1992 (maqueta)
- De empalmada - 1992 (maqueta)
- ¡Ya hera ora! - 1995 (Gor)

### Amb Los Ke Se Van del Bolo
- La nueva mayoría - 1997
- Resina, agua y ajo - 1999
- 2001: La odissea va despazio - 2001[6]
- Aversiones - 2007 (disc de versions de Ramones, The Beatles, Bob Dylan, Concha Velasco o Miguel Rios, entre d'altres)
- The last tres tour - 2007 (DVD)
- Kágate Kid - 2008 (amb la Bolobanda)
- Tal kual fue - 2011 (DVD)

### Amb Los Ke No Dan Pie Kon Bolo
- Si todavía te kedan dientes, es ke no estuviste ahí - 2014
- Manuel Japan - 2017
- Tanto tonto monta tanto (2020, Kasba Music)[7]

## Filmografia
- Shacky Carmine (1999, apareix escassos minuts com el cantant Steak Thomas, a penes comença a cantar que entra la policia antiavalots al local)
- Manolo Kabezabolo. si todavía te kedan dientes es ke no estuviste ahí (documental de J. Alberto Andrés Lacasta, 2023)[8]